# Зетабіт
Зетабіт — одиниця вимірювання двійкової інформації за передавання цифрових даних або їх збереження. Префікс зета (символ З) визначається в Міжнародній системі одиниці (SI) як множник зі значенням 1021 (1 секстильйон, коротка шкала), і таким чином
1 зетабіт = 1021біт = 1000000000000000000000біт = 1000 ексабіт.
Зетабіт позначається як Збіт або Зб.
Зетабіт має відношення до одиниці зебібіт, оскільки це множник, що є двійковим префіксом зебі того ж порядку величини, і який дорівнює 270біт = 1180591620717411303424біт, або є приблизно на 18 % більшим за зетабіт.